# Campeonato Tocantinense de Segunda División 2018
El Campeonato Tocantinense de Segunda División de 2018 fue la décima edición de la división de ascenso  del fútbol Tocantinense. La competición inició el 6 de octubre de 2018 y finalizó el 23 de diciembre del mismo año.  Los cuatro mejores ascendieron al  Campeonato Tocantinense de  2019.

## Equipos participantes
| - Alvorada - Arsenal - Atlético Cerrado - Capital - Força Jovem | - Guaraí - Kaburé - Nova Conquista - Taquarussú - União de Palmas |

## Primera fase

### Grupo A
| Equipo          | Pts | PJ | PG | PE | PP | GF | GC | Dif. |
| --------------- | --- | -- | -- | -- | -- | -- | -- | ---- |
| Força Jovem     | 19  | 8  | 6  | 1  | 1  | 15 | 2  | +13  |
| Alvorada        | 17  | 8  | 5  | 2  | 1  | 17 | 5  | +8   |
| Capital         | 16  | 8  | 5  | 1  | 2  | 16 | 5  | +11  |
| União de Palmas | 0   | 6  | 0  | 0  | 6  | 0  | 18 | -18  |
| Taquarussú      | 0   | 6  | 0  | 0  | 6  | 0  | 18 | -18  |

### Grupo B
| Equipo           | Pts | PJ | PG | PE | PP | GF | GC | Dif. |
| ---------------- | --- | -- | -- | -- | -- | -- | -- | ---- |
| Atlético Cerrado | 15  | 8  | 4  | 3  | 1  | 13 | 5  | +8   |
| Arsenal          | 14  | 8  | 6  | 2  | 0  | 13 | 3  | +10  |
| Guaraí           | 14  | 8  | 4  | 2  | 2  | 16 | 3  | +13  |
| Nova Conquista   | 7   | 8  | 2  | 1  | 5  | 10 | 17 | -7   |
| Kaburé           | 0   | 8  | 0  | 0  | 8  | 0  | 24 | -24  |

## Fase final

### Semifinales

#### Partidos de ida
| Fecha                  | Lugar          |          |  | Resultado |  |                  |
| ---------------------- | -------------- | -------- |  | --------- |  | ---------------- |
| 9 de diciembre de 2018 | Tocantinópolis | Arsenal  |  | 2:2       |  | Força Jovem      |
| 9 de diciembre de 2018 | Alvorada       | Alvorada |  | 1:4       |  | Atlético Cerrado |

#### Partidos de vuelta
| Fecha                   | Lugar                |                  |  | Resultado      |  |          |
| ----------------------- | -------------------- | ---------------- |  | -------------- |  | -------- |
| 15 de diciembre de 2018 | Lavandeira           | Força Jovem      |  | 2:2 (pen. 6-5) |  | Arsenal  |
| 15 de diciembre de 2018 | Paraíso do Tocantins | Atlético Cerrado |  | 2:1            |  | Alvorada |

### Final

#### Partido de ida
| Fecha                   | Lugar                |                  |  | Resultado |  |             |
| ----------------------- | -------------------- | ---------------- |  | --------- |  | ----------- |
| 19 de diciembre de 2018 | Paraíso do Tocantins | Atlético Cerrado |  | 0:0       |  | Força Jovem |

#### Partido de vuelta
| Fecha                   | Lugar      |             |  | Resultado |  |                  |
| ----------------------- | ---------- | ----------- |  | --------- |  | ---------------- |
| 23 de diciembre de 2018 | Lavandeira | Força Jovem |  | 1:2       |  | Atlético Cerrado |

#### Campeón
| Campeonato Tocantinense de Segunda División 2018 |
| ------------------------------------------------ |
| Atlético Cerrado Campeón (1º título)             |